# Nogosari (Ngadirojo)
Nogosari is een bestuurslaag in het regentschap Pacitan van de provincie Oost-Java, Indonesië. Nogosari telt 1703 inwoners (volkstelling 2010).